# Prywatne życie Heleny Trojańskiej
Prywatne życie Heleny Trojańskiej (ang. The Private Life of Helen of Troy) – amerykański film z 1927 roku w reżyserii Alexandra Kordy.

## Obsada
- María Corda jako Helena
- Lewis Stone jako Menelaos
- Ricardo Cortez jako Parys
- George Fawcett jako Eteoneusz
- Alice White jako Adrast
- Wild Bill Elliott jako Telemach
- Tom O'Brien jako Odyseusz
- Bert Sprotte jako Achilles
- Mario Carillo jako Ajaks
- Charles Puffy jako Malapokitoratoreadetos
- George Kotsonaros jako Hektor
- Emilio Gorgato jako Sarpedon
- Constantine Romanoff jako Eneasz
- Alice Adair jako Afrodyta
- Helen Fairweather jako Atena
- Virginia Thomas jako Hera
- Agostino Borgato (niewymieniony w czołówce)
- Sonia Karlov (niewymieniony w czołówce)
- Inez Marion (niewymieniony w czołówce)
- Jack Stambaugh (niewymieniony w czołówce)
- John Westwood (niewymieniony w czołówce)
- Clifford Ingram jako woźnica rydwanu (niewymieniony w czołówce)
- Gusztáv Pártos (niewymieniony w czołówce)

## Nominacje
| Nazwa nagrody | Wygrane            | Nominacje                                         |
| ------------- | ------------------ | ------------------------------------------------- |
| Oscar         | 1929 bez rezultatu | 1929 Najlepszy scenariusz – tytuł Gerald C. Duffy |